# Yassin Bandaogo
Yassin Bandaogo (Thiene, 6 gennaio 2004) è un velocista italiano.

## Biografia
Nato a Thiene in provincia di Vicenza da genitori originari del Burkina Faso che sono giunti in Italia tra il 1995 (il papà) e il 2000 (la mamma). Ha iniziato a praticare sport giocando a calcio dai 6 ai 14 anni prima di passare all'atletica leggera.
A Febbraio 2025 grazie alla vittoria del titolo nazionale assoluto dei 60 metri piani, viene convocato per la prima volta nella nazionale maggiore per partecipare ai mondiali indoor di Nanchino in Cina del mese successivo.

## Progressione

### 60 metri piani
| Stagione | Misura  | Luogo  | Data      | Rank. Mond. |
| -------- | ------- | ------ | --------- | ----------- |
| 2025     | 6"63(i) | Ancona | 1-2-2025  |             |
| 2024     | 6"69(i) | Ancona | 3-2-2024  |             |
| 2023     | 6"73(i) | Nantes | 28-1-2023 |             |
| 2022     | 6"70(i) | Ancona | 5-2-2022  |             |
| 2021     | 6"92(i) | Padova | 23-1-2021 |             |
| 2020     | 6"80(i) | Padova | 26-1-2020 |             |

### 100 metri piani
| Stagione | Misura | Luogo       | Data      | Rank. Mond. |
| -------- | ------ | ----------- | --------- | ----------- |
| 2024     | 10"58  | Modena      | 21-9-2024 |             |
| 2023     | 10"51  | Gerusalemme | 7-8-2023  |             |
| 2022     | 10"68  | Rieti       | 8-7-2022  |             |
| 2021     | 10"58  | Rieti       | 9-7-2021  |             |
| 2020     | 10"85  | Rieti       | 11-9-2020 |             |

## Palmarès
| Anno | Manifestazione  | Sede     | Evento      | Risultato  | Prestazione | Note  |
| ---- | --------------- | -------- | ----------- | ---------- | ----------- | ----- |
| 2023 | Europei U23     | Espoo    | 100 m piani | Semifinale | 10"62       | [ 5 ] |
| 2025 | Mondiali indoor | Nanchino | 60 m piani  | Batteria   | 6"74        |       |

## Campionati nazionali
- 1 volta campione nazionale assoluto dei 60 metri piani (2025)
- 2 volte campione nazionale juniores indoor dei 60 metri piani (2022, 2023)
- 1 volte campione nazionale promesse indoor dei 60 metri piani (2025)
- 1 volta campione nazionale juniores dei 100 metri piani (2023)
- 1 volta campione nazionale allievi indoor dei 60 metri piani (2020)
- 1 volta campione nazionale allievi dei 100 metri piani (2020)

2020
- Oro ai campionati italiani allievi indoor (Ancona), 60 m piani - 6"80
- 6ª nelle semifinali ai campionati italiani assoluti indoor (Ancona), 60 m piani - 6"90
- 4º ai campionati italiani allievi (Rieti), 100 m piani - 10"87

2021
- Oro ai campionati italiani allievi (Rieti), 100 m piani - 10"58
- 4º ai campionati italiani assoluti (Rovereto), staffetta 4x100 m - 40"75

2022
- Oro ai campionati italiani juniores indoor (Ancona), 60 m piani - 6"70
- 9º nelle batterie ai campionati italiani assoluti indoor (Ancona), 60 m piani - 6"79[6]
- 4º ai campionati italiani juniores (Rieti), 100 m piani - 10"68

2023
- Oro ai campionati italiani juniores indoor (Ancona), 60 m piani - 6"80
- Oro ai campionati italiani juniores (Agropoli), 100 m piani - 10"71

2024
- Argento ai campionati italiani promesse indoor (Ancona), 60 m piani - 6"69

2025
- Oro ai campionati italiani promesse indoor (Ancona), 60 m piani - 6"63 [7]
- Oro ai campionati italiani assoluti indoor (Ancona), 60 m piani - 6"69[8]